# زیردریایی یو-۱۴۶ (۱۹۴۰)
زیردریایی یو-۱۴۶ (۱۹۴۰) (به انگلیسی: German submarine U-146 (1940)) یک زیردریایی بود که طول آن ۴۳٫۹۷ متر (۱۴۴ فوت ۳ اینچ) بود. این زیردریایی در سال ۱۹۴۰ ساخته شد.